# Benta-patak
A Benta-patak egy vízfolyás Magyarországon, Pest vármegyében. Biatorbágy nyugati részén a Biai-tóból ered, és Százhalombatta Óváros és Dunafüred nevű városrésze között folyik a Dunába. A völgyének vidéke, legelői, ritka fűzfacsoportjai és a lassú kiszáradás ellenére még megtalálható vizenyős rétek miatt védett. Az Érd-Sóskúti-fennsík és az Etyeki-dombság között a patak markánsabb völgyet vájt magának, amiben Sóskút kőbányái sorakoznak. Tárnok egyik legszebb tája a Benta-patak völgye.
A patak mellékvizei a Füzes-patak (Biatorbágytól délre) és a Zámori-patak, Tárnoktól délre.
A patak százhalombattai szakasza – a Dunamenti Erőmű üzemvízcsatornája korábban egész évben melegvízzel táplálta és így hőmérséklete télen sem csökkent 10 °C alá – máig kedvelt horgászhely. A patak medrét az erőmű építésekor jelentősen kibővítették. A patak vízállása az erőműtől kezdődően annak működéséhez igazodott. A Benta-patak alsó szakaszának hőháztartását és ezáltal élővilágának összetételét jelentősen módosította az erőmű technológiaváltása előtt a patakon levezetett hűtővíz. A Temparáltvízű Halszaporító Gazdaság (TEHAG) 1978-tól halgazdaságot működtetett a hűtővízben. A halastavak feltöltött medrében és az erőmű hajdani zagyterében 2018 óta naperőmű üzemel.
A patak medrét az Európai Unió támogatásával rehabilitálta a Közép-Duna-völgyi Környezetvédelmi és Vízügyi Igazgatóság Százhalombatta, Érd, Tárnok, Sóskút és Biatorbágy területén, mintegy 18 km hosszúságban, hogy javítsák a csapadékvíz-elvezető képességét. A projekt 2008-2011 között tartott.

## Part menti települések
- Biatorbágy
- Sóskút
- Berki
- Tárnok
- Százhalombatta